# خواهر کوچولو
« خواهر کوچولو» (به انگلیسی: little sister) نام ترانه ایست در ژانر راک اند رول که نخستین بار توسط خواننده معروف آمریکایی الویس پریسلی اجرا شده است.این ترانه به صورت تک‌آهنگ در سال 1961 منتشر شد و به مقام پنجم از میان۱۰۰ آهنگ داغ بیلبورد دست یافت. در قسمت دوم این ترانه ، آهنگ آخرین معشوقه اش قرار داشت که در انگلستان مقام نخست جدول را از آن خود کرد. 